# Фурту
Фурту (фр. Fourtou) насеље је и општина у јужној Француској у региону Лангдок-Русијон, у департману Од која припада префектури Лиму.
По подацима из 2011. године у општини је живело 61 становника, а густина насељености је износила 2,98 становника/km². Општина се простире на површини од 20,46 km². Налази се на средњој надморској висини од 670 метара (максималној 926 m, а минималној 432 m).

## Демографија
| 1962. | 1968. | 1975. | 1982. | 1990. | 1999. | 2011. |
| ----- | ----- | ----- | ----- | ----- | ----- | ----- |
| 30    | 42    | 42    | 46    | 58    | 53    | 61    |

График промене броја становника у току последњих година